# Paulo Valentim
Paulo Valentim (Barra do Piraí, 20 november 1932 - Buenos Aires, 9 juli, 1984) was een Braziliaanse voetballer, bekend onder zijn spelersnaam Paulinho Valentim.

## Biografie
Valentim begon zijn carrière bij de kleine club Guarani uit Volta Redonda. In 1954 maakte hij de overstap naar Atlético Mineiro waarmee hij drie keer het Campeonato Mineiro won. In 1956 ging hij naar Botafogo, waar hij speelde aan de zijde van grote sterren als Garrincha, Nílton Santos en Jairzinho. In 1957 was de titelstrijd ongemeen spannend tot op de laatste speeldag toen Botafogo en Fluminense onderling de titelstrijd moesten uitvechten. Valentim scoorde maar liefst vijf keer waardoor Botafogo voor het eerst in jaren de titel won. In 1959 speelde hij aan de zijde van onder andere Pelé op het Zuid-Amerikaanse kampioenschap in Argentinië. Daar werd hij opgemerkt door Boca Juniors en in 1960 ging hij voor vijf jaar naar Buenos Aires en won er twee landstitels mee in 1962 en 1964 en was dat jaar ook topschutter. Hij scoorde tien goals in zeven Superclásico’s tegen aartsrivaal River Plate. In 1966 keerde hij terug naar Brazilië en ging voor São Paulo spelen. Na één jaar trok hij voor twee seizoenen naar het Mexicaanse Atlante en sloot daarna zijn carrière af bij de Argentijnse tweedeklasse Argentino de Quilmes. 
Valentim rookte en dronk veel. Hij kreeg te maken met hartproblemen en overleed op slechts 51-jarige leeftijd. 